# Пуос д'Алпаго
Пуос д'Алпаго (итал. Puos d'Alpago) је насеље у Италији у округу Белуно, региону Венето.
Према процени из 2011. у насељу је живело 1547 становника. Насеље се налази на надморској висини од 416 м.

## Становништво
Према резултатима пописа становништва 2011. у општини је живело 2.542 становника.
| 1931. | 1936. | 1951. | 1961. | 1971. | 1981. | 1991. | 2001. | 2011. |
| ----- | ----- | ----- | ----- | ----- | ----- | ----- | ----- | ----- |
| 2.419 | 2.288 | 2.474 | 2.369 | 2.295 | 2.290 | 2.269 | 2.347 | 2.542 |